# Sudice (Moravia meridionale)
Sudice (in tedesco Suditz) è un comune della Repubblica Ceca facente parte del distretto di Blansko, in Moravia Meridionale.